# Olly Alexander

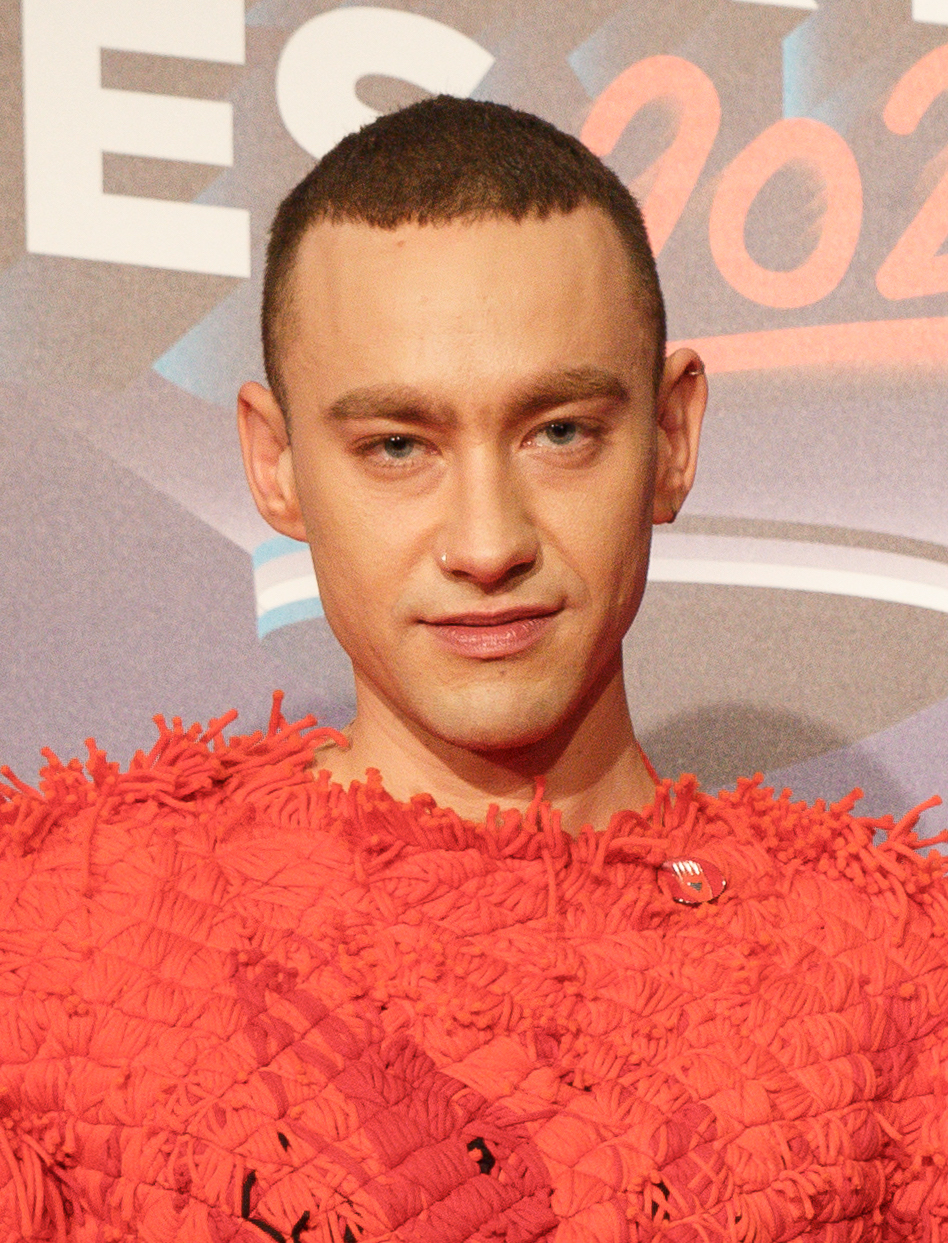
Olly Alexander (2024)

Olly Alexander, bürgerlich Oliver Alexander Thornton, (* 15. Juli 1990 in Yorkshire, England) ist ein britischer Sänger und Schauspieler. Er wurde als Frontmann der Band Years & Years bekannt, die er zuletzt bis 2023 als Soloprojekt weiterführte. Er vertrat das Vereinigte Königreich beim Eurovision Song Contest 2024 mit dem Lied Dizzy.

## Leben
Olly Alexander wurde am 15. Juli 1990 in Yorkshire, England, geboren. Seine Mutter, Vicki Thornton, ist Gründerin des Coleford Music Festivals.
Alexander lebt offen homosexuell. Er identifiziert sich zudem als „gay und queer und nichtbinär“ und benutzt für sich im Englischen die Pronomen he/him.

## Karriere
Seine erste Fernsehrolle hatte Alexander in der britischen Serie Summerhill im Jahr 2008. 2009 war er in Jane Campions Bright Star zu sehen. 2010 spielte er in Gullivers Reisen an der Seite von Jack Black. 2012 bekam er eine Rolle in Mike Newells Dickensadaption Great Expectations. 2014 war er in Lone Scherfigs The Riot Club zu sehen.
Alexander gründete 2010 die Band Years & Years mit seinen Freunden Michael Goldsworthy und Emre Turkmen. Die Debütsingle der Band heißt I Wish I Knew. Am 10. Juli 2015 erschien mit „Communion“ das Debütalbum der Band, das es bis auf Platz eins der britischen Charts schaffte. Im März 2021 gab die Band bekannt, dass Goldsworthy und Turkmen die Band verlassen haben und dass Years & Years künftig ein Soloprojekt des Sängers Olly Alexander sei.
Am 16. Dezember 2023 wurde bekanntgegeben, dass Alexander das Vereinigte Königreich beim Eurovision Song Contest 2024 in Malmö unter seinem eigenen Namen vertreten würde. Im Finale am 11. Mai 2024 belegte er mit Dizzy den 18. Platz.
Sein Solo-Debütalbum Polari wurde am 7. Februar 2025 veröffentlicht.

## Politisches Engagement
Olly Alexander gilt als LGBT-Aktivist. Im Oktober 2023 gehörte er zu den Unterzeichnern eines offenen Briefes von Voices4 London, der sich für „Queer Solidarity with Palestine“ aussprach.

## Diskografie

### Studioalben
- 2025: Polari

### Kompilationen
- 2024: Odyssey

### Singles
- 2024: Dizzy
- 2024: Cupid’s Bow
- 2024: Archangel
- 2025: When We Kiss
- 2025: Whisper In The Waves

### Promosingles
- 2024: Kite (mit Benjamin Ingrosso)
- 2024: Desire (mit Jaxomy)

## Filmographie
- 2008: Summerhill
- 2009: Bright Star
- 2009: Tormented
- 2009: Enter the Void
- 2009: Lewis – Der Oxford Krimi: Allegory of Love
- 2010: Gullivers Reisen – Da kommt was Großes auf uns zu (Gulliver’s Travels)
- 2011: The Dish and the Spoon
- 2012: Große Erwartungen (Great Expectations)
- 2013: Skins – Hautnah (Skins, Fernsehserie, 2 Folgen)
- 2013: Le Week–End
- 2014: God Help the Girl
- 2014: The Riot Club
- 2014: Penny Dreadful (Fernsehserie, 3 Folgen)
- 2021: It’s a Sin
- 2022: The Masked Singer (Musiksendung, Gastjuror Folge 4x6)